# Kastus a Emilius
Svatí Emilius a Kastus byli mučedníci, kteří byli umučeni během pronásledování křesťanů císařem Deciem. Asi roku 250 byli upáleni.
Jejich svátek se slaví 22. května.